# Przyrodoznawstwo matematyczne
Przyrodoznawstwo matematyczne – niejednoznaczne pojęcie, mogące oznaczać:
- odmianę przyrodoznawstwa
- nazwę dla zbioru dyscyplin określanych dziś mianem „nauk fizykalnych”, wywodząca się z czasów Oświecenia
- taki zbiór dyscyplin przyrodniczych, w których prawa i hipotezy wyrażające związki między zjawiskami ujmowane są w zależności matematyczne.

Nazwa bierze się stąd, że w Odrodzeniu za sprawą Galileusza popularność zyskała platońska w swym pochodzeniu idea matematyzacji przyrody – księga natury pisana jest językiem matematyki – i prowadzenia nad nią badań w określony sposób.
Przyrodoznawstwu matematycznemu przeciwstawiane jest przyrodoznawstwo opisowe, traktowane jako zbiór dyscyplin biologicznych, geograficznych, geologicznych, takich, w których  prawa i hipotezy wyrażające związki między zjawiskami nie są ujmowane w zależności matematyczne, lub zależności owe mają znaczenie drugorzędne.
Granica między obydwiema dziedzinami przyrodoznawstwa nie jest ostra.
Ze względu na to, że znaczna część tego, co tradycyjnie nazywane jest „przyrodoznawstwem opisowym”, coraz częściej i chętniej korzysta z aparatu matematycznego, taki dychotomiczny podział przyrodoznawstwa zastępowany jest innymi podziałami.